# Panda Electronics
Panda Electronics est une entreprise chinoise de fabrication d'électronique. Son actionnaire majoritaire est China Electronics Corporation.

## Histoire
À partir de 2001, Panda International, une filiale de Panda Electronics, commence à vendre des produits électroniques, notamment des téléviseurs, à Cuba.
En 2014, Panda International est placée par le département du Commerce des États-Unis sur sa Entity List, une liste d'entreprise sujet à des sanctions commerciales américaines.
En mars 2020, Panda International aurait été utilisée par Huawei en décembre 2010 et février 2011 pour vendre du matériel électronique à l'Iran, en violation de l'embargo des États-Unis contre l'Iran,.
En juillet 2020, Panda Electronics est intégrée à la liste de Communist Chinese Military Companies définie par le département de la défense des États-Unis, interdisant à des entreprises ou des ressortissants américains de détenir ses titres financiers.